# 東京都立翔陽高等学校
東京都立翔陽高等学校（とうきょうとりつ しょうようこうとうがっこう）は、東京都八王子市館町にある都立高等学校。

## 概要
2005年に開校。半年毎に授業を完結させる本格的なセメスター制の都内高初導入や、「はばたきプラン」と呼ばれる独自の進路指導、習熟度別クラス、予備校サテライト講習、セミナー合宿（勉強合宿）の実施など難関大合格を視野に入れた進学指導重視を前面に押し出している。
2022年に3学期制に変更となった。
大学入学後にも伸びる国際社会に通用する人材育成をするという方針から、希望者対象のイングリッシュキャンプや英語スピーチコンテストが実施される。2年次には全員参加の修学旅行が実施され、基本的に海外への修学旅行を毎年行なっている。

## 部活動
部活動は水泳、硬式野球、サッカー、硬式テニス、ソフトボール、陸上、バドミントン、ダンス、バレーボール、バスケットボール、卓球、剣道、弓道、吹奏楽、演劇、ESS(英語)、自然科学、文芸、茶道、和太鼓、写真がある。
弓道部は初出場で都大会準優勝、東日本大会出場を果たすなど関東圏の強豪として名高い。
水泳部は都大会5位、インターハイ出場、また、文化祭でのシンクロ公演などで活躍している。

## 沿革
- 2005年（平成17年） - 東京都立館高等学校（1980年4月開校）と東京都立八王子高陵高等学校（1989年4月開校、現在は高尾の森わくわくビレッジがある場所）を3月31日で廃校とし、4月に東京都立翔陽高等学校として開校。統廃合ではない。

## 教育課程・学科
- 全日制普通科（単位制）

## 校歌
- 『はばたけ未来へ』　作詞・作曲：嘉門達夫

## 交通
- JR中央線・京王線高尾駅より京王バス高24・高25・高27・準急 「医療センター」下車、徒歩1分

## 著名な関係者
出身者
- フワちゃん（YouTuber）中退後、立川高校へ編入
- DJケミカル（FUNKY MONKEY BABYS、八王子高陵高校卒業生）

学校長・教員
- 武内彰（元学校長）